# 台中荚蒾
台中荚蒾（学名：Viburnum formosanum ssp. formosanum）为忍冬科荚蒾属下的一个亚种。

## 扩展阅读
- 維基物種上的相關：台中荚蒾